# Anna Falchi

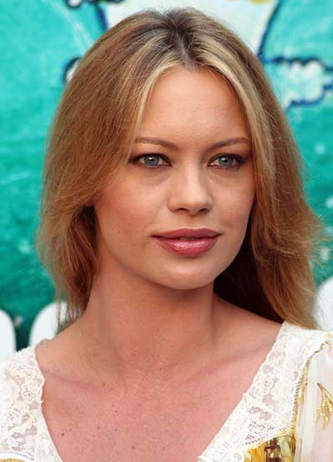
Anna Falchi (2007)

Anna Falchi (eigentlich: Anna Kristiina Palomäki; * 22. April 1972 in Tampere, Finnland) ist eine italienische Filmschauspielerin und Fotomodell finnischer Herkunft.

## Biografie
Anna Falchi wurde als Tochter einer Finnin, Kaarina Palomäki Sisko, sowie eines Italieners, Benito Falchi, in Tampere geboren. Ihr Vater verließ die Familie sehr früh, dennoch verlebte Falchi ihre Jugend in der italienischen Heimat des Vaters.
Falchis Mutter meldete ihre Tochter in einer Model-Schule an, so dass ihre Karriere vorgezeichnet schien. 1989 nahm sie am Miss Italy-Schönheitswettbewerb teil, wo unter anderem Regisseur Federico Fellini auf Falchi aufmerksam wurde, der ihr zu einem Auftritt in einem Werbespot für eine römische Bank verhalf.
1993 debütierte die 21-jährige in der Filmkomödie Nel continente nero. Es sollte ihr Sprungbrett zu einer kurz dauernden Popularität sein. Denn mit Ausnahme der beiden Miniserien Der Ring des Drachen – 1994 produziert – und Die falsche Prinzessin, aus dem Jahr 1997, konnte sie im europäischen Raum kaum an Bekanntheit gewinnen.
Seit der Jahrtausendwende ist Falchi in Italien eine gefragte Fernsehmoderatorin; sie arbeitet weiterhin als Fotomodell.

## Filmografie (Auswahl)
- 1993: Nel continente nero
- 1993: L‘affaire
- 1993: Anni 90 - Parte II
- 1994: Die römische Kanone (S.P.Q.R. 2000 e 1/2 anni fa)
- 1994: Der Ring des Drachen (Desideria e l’anello del drago, Fernsehfilm)
- 1994: DellaMorte DellAmore
- 1994: Miracolo italiano
- 1995: Free Snowball - Rettet den weißen Wal (Palla di neve)
- 1996: Celluloide
- 1996: Poor But Beautiful (Giovani e belli)
- 1997: Les héritiers (Fernsehfilm)
- 1997: Die falsche Prinzessin (La principessa e il povero, Fernsehfilm)
- 1998: Die Piraten der Karibik (Caraibi, Miniserie)
- 2000: La casa delle beffe
- 2001: Gli occhi dell'amore
- 2002: Operazione Rosmarino
- 2005: Sorry, You Can't Get Through! (Nessun messaggio in segreteria)
- 2006: Bambini
- 2007: Piper (Fernsehfilm)
- 2007: L’allenatore nel pallone 2
- 2008: Un'estate al mare
- 2009: Piper – La serie (Fernsehserie, fünf Folgen)
- 2009: Im Schatten des Genies (L‘uomo nero)
- 2009: Ce n'è per tutti
- 2011: Box Office 3D: The Filmest of Films
- 2019: The Tracker